# St. Pankratius (Degmarn)

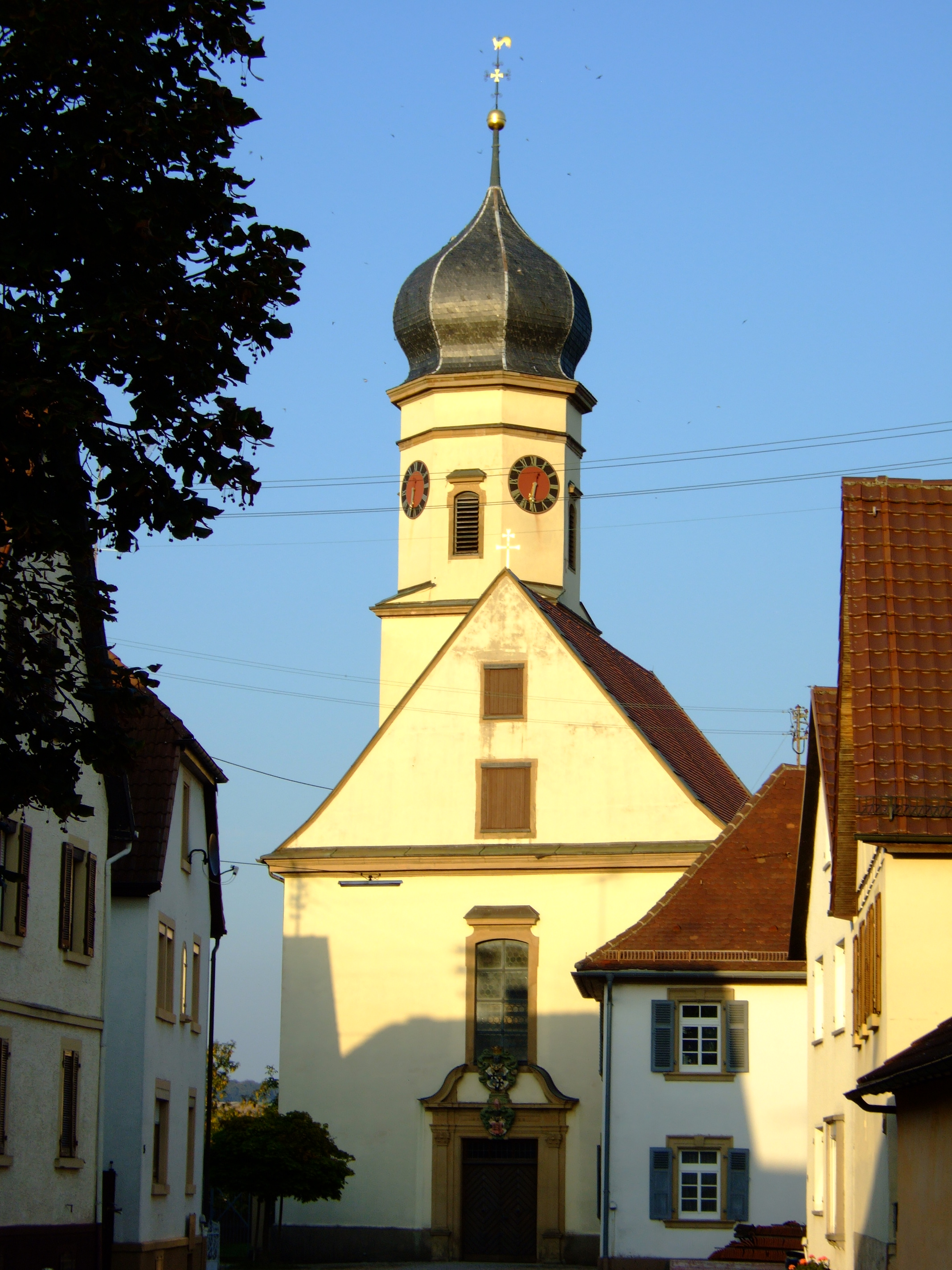
St. Pankratius in Degmarn, rechts das Pfarrhaus

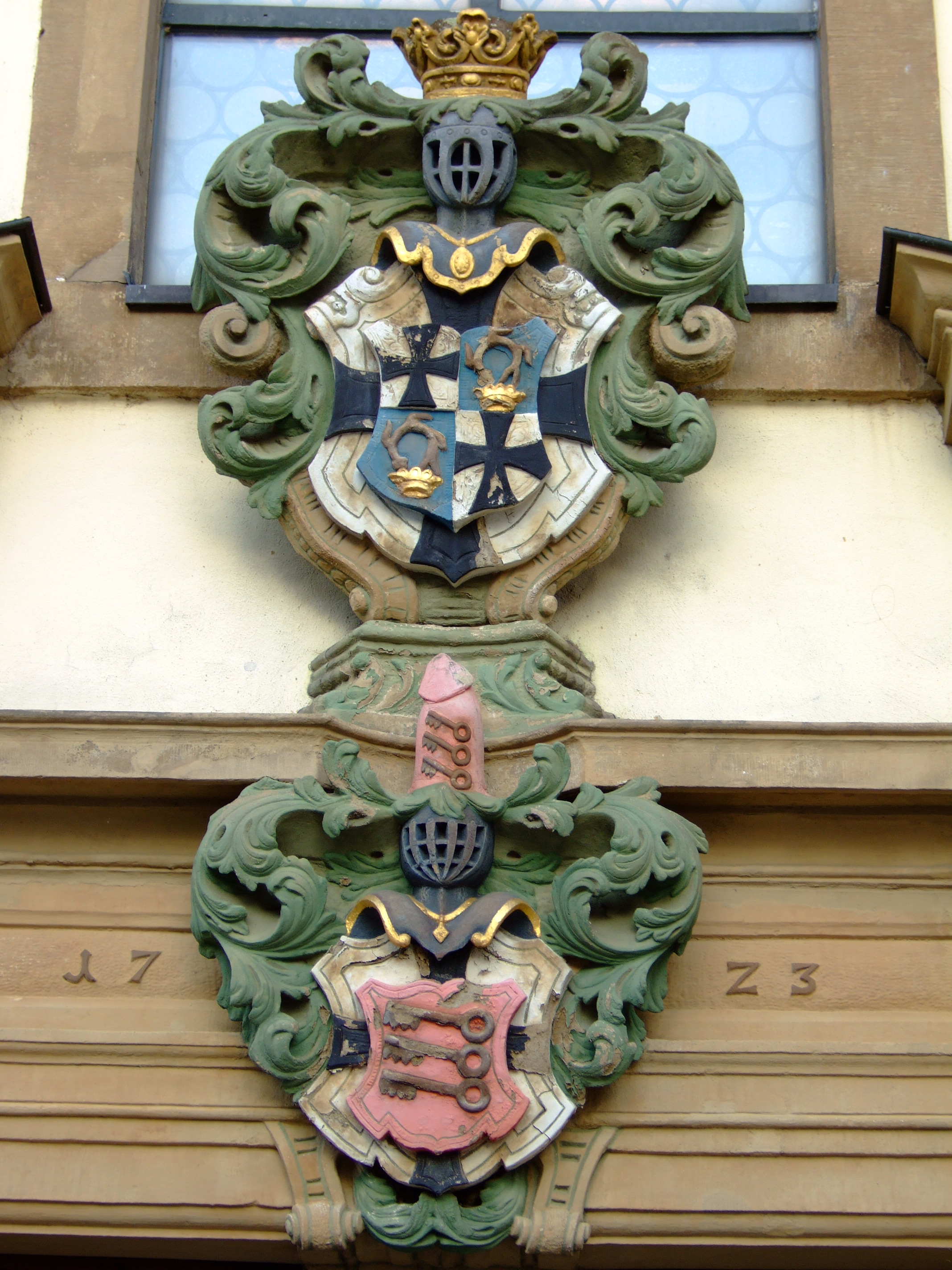
Wappen am Portal der Pfarrkirche

Die Pfarrkirche St. Pankratius in Degmarn, einem Ortsteil von Oedheim im Landkreis Heilbronn im nördlichen Baden-Württemberg, ist eine katholische Pfarrkirche.

## Geschichte
Eine erste Kirche in Degmarn bestand bereits im 17. Jahrhundert und wurde ab 1662 vom Oedheimer Frühmesser, ab 1705 durch Klostergeistliche aus Neckarsulm, Wimpfen und Mosbach betreut. Von 1723 bis 1725 wurde anstelle der baufälligen alten Kirche ein neues dem Heiligen Pankratius geweihtes Kirchengebäude durch den Deutschen Orden erbaut, zu dem der Ort seit dem 15. Jahrhundert gehörte. Das Bauwerk wurde vermutlich nach Entwürfen des Baumeisters Keller ausgeführt und durch den Würzburger Weihbischof Bernhard Mayer am 8. Oktober 1725 (einen Tag nach der Mauritiuskirche in Oedheim) geweiht. 1791 wurde Degmarn selbstständige Pfarrei. Die Kirche brannte 1945 aus, wobei insbesondere auch der Turm zerstört wurde. Bis 1958 wurde die Kirche wiederhergestellt, den Abschluss der Wiederherstellung bildete in jenem Jahr die Weihe neuer Glocken. 1962 wurde eine neue Kirchenorgel beschafft.

## Beschreibung
Die Pfarrkirche ist ein einschiffiges Kirchengebäude, das Langhaus ist mit dem Chor nach Osten ausgerichtet, in der Nordostecke zwischen Apsis und Langhaus befindet sich der rechteckige, 34 Meter hohe Glockenturm, der im dritten Geschoss von einem rechteckigen zu einem achteckigen Grundriss übergeht und von einem Zwiebelturm bekrönt ist. Unter dem großen mit 1723 datierten Portal am Westgiebel befinden sich die Wappen der Deutschordens-Komturen Karl Heinrich von Hornstein und Georg Adolph Speth Freiherr von und zu Schülzburg, in deren Amtszeiten der Bau der Kirche fiel.
Der Hauptaltar der Kirche ist dem Heiligen Pankratius geweiht. Er wird links von einem Marienaltar und rechts von einem Josefsaltar flankiert. Unter der weiteren Ausstattung der Kirche sind die Stuckarbeiten im Chorgewölbe zu nennen.
Das seit 1792 als Pfarrhaus genutzte Gebäude neben der Kirche wurde 1764 ebenfalls vom Deutschen Orden als Schulhaus erbaut. Auch dieses Gebäude hat ein reich verziertes historisches Eingangsportal.

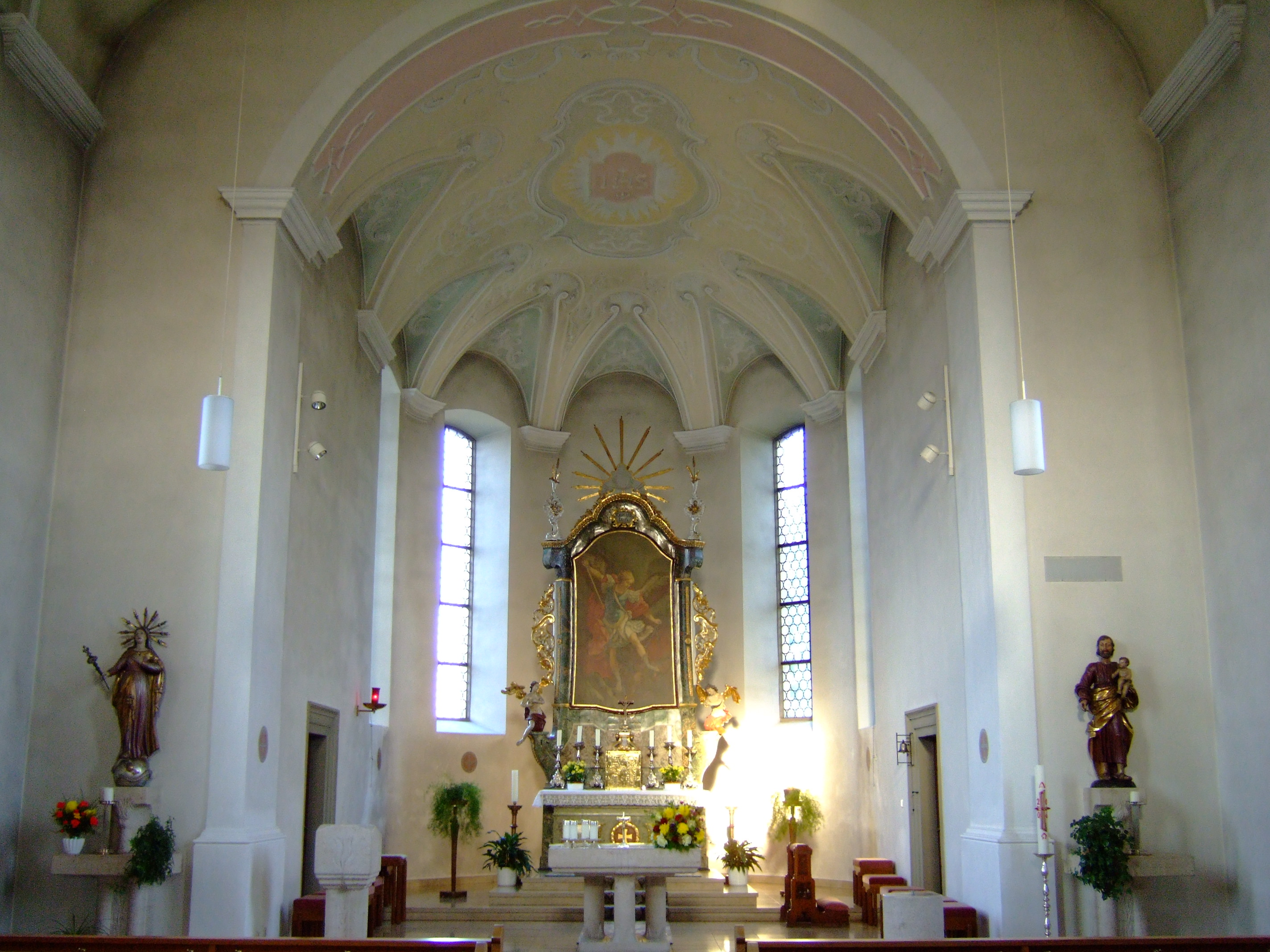
Blick zum Chor
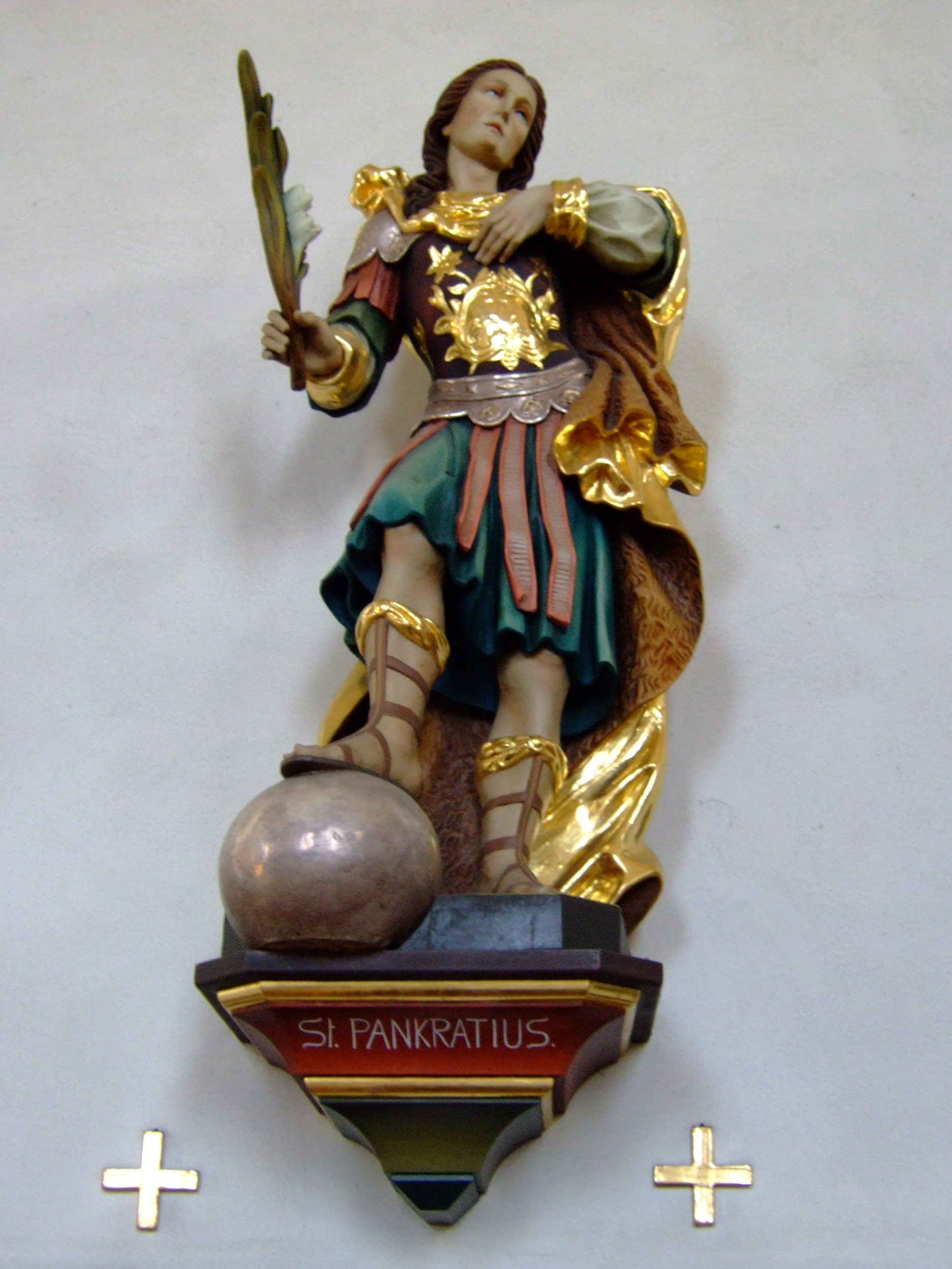
Schutzpatron der Kirche St. Pankratius
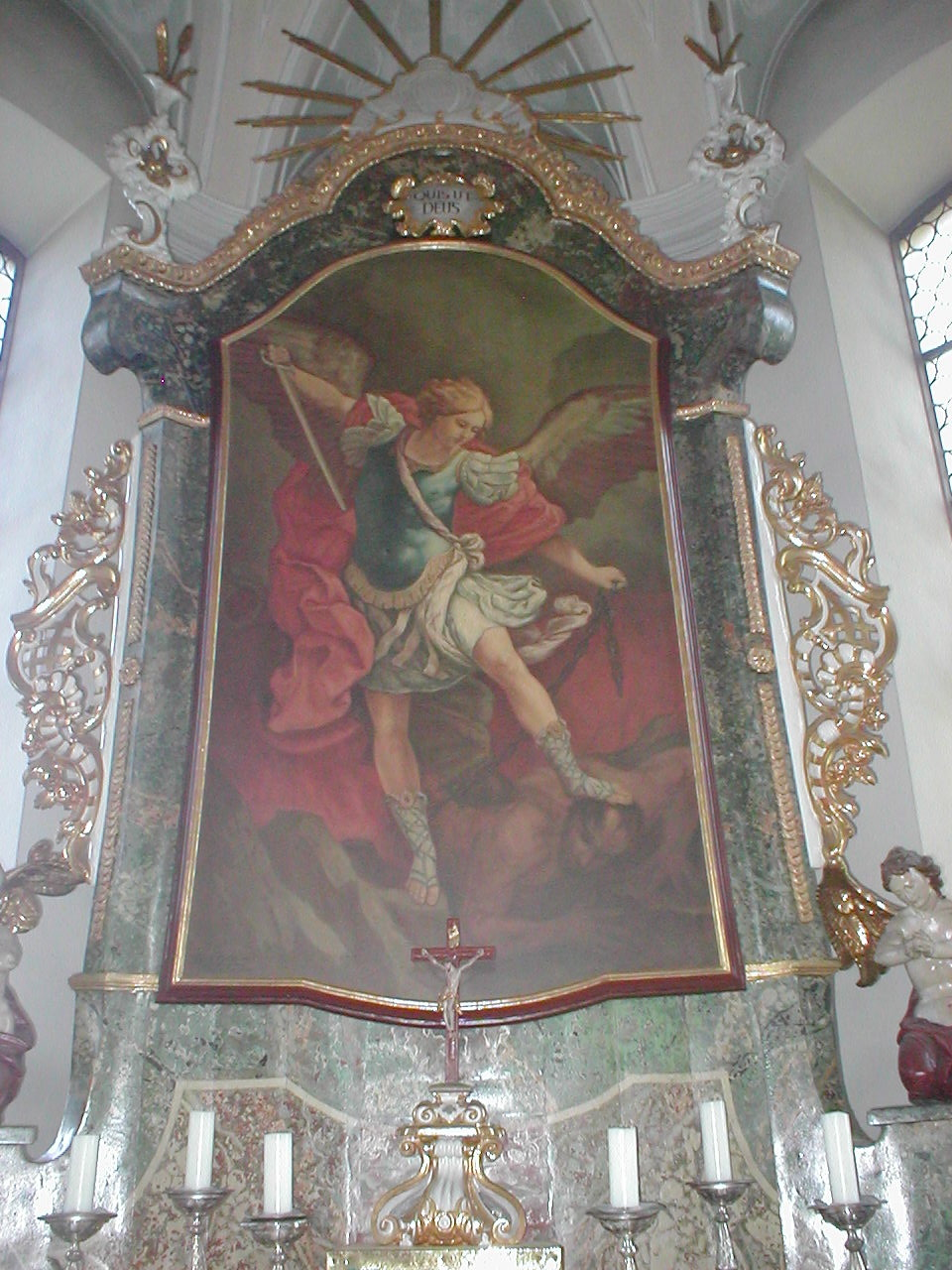
Altarbild